# تشفير الحمض النووي
تشفير الحمض النووي هو عملية إخفاء أو تعقيد المعلومات الوراثية بطريقة حسابية لزيادة الخصوصية الوراثية في عمليات سلسلة الحمض النووي. الجينوم البشري طويل ومعقد، ولكن من الممكن جدًا ترجمة معلومات مهمة ويمكن بواسطتها التعرف إلى الشخص من أجزاء أصغر بدل قراءة الجينوم كاملًا. الجينوم البشري الكامل سلسلة تتكون من 3.2 مليار (بليون) زوج أساسي من النوكليوتيدات، وهي لبنات بناء الحياة، ولكن التنوع الجيني بين الأفراد يختلف فقط بمقدار 0.5%، وهي 0.5% مهمة تمثل كل التنوع البشري الموجود، والأصول المرضية للأمراض المختلفة، وتاريخ السلالة. تدمج الاستراتيجيات الناشئة طرقًا مختلفة، كخوارزميات العشوائية وطرق علم التعمية، وذلك لإزالة إمكانية التعرف على الفرد عن طريق السلسلة الجينية، وبشكل رئيسي: عزل المعلومات الضرورية فقط مع حماية بقية الجينوم من الفحص غير الضروري. الأولوية الآن هي لمعرفة الطرق المجدية، وكيف يجب على السياسات ضمان استمرار حماية الخصوصية الجينية.

## تاريخه
في عام 2003، سلسلت مؤسسة أبحاث الجينوم البشري الوطنية وشركاؤها بنجاح أول جينوم بشري، وهو مشروع تطلب ما كاد يصل إلى 3 مليارات دولار لإكماله. بعد أربع سنوات، كان جيمس واتسون -أحد المشاركين في اكتشاف بنية الحمض النووي- قادرًا على سلسلة جينومه بأقل من 1.5 مليون دولار. مع تزايد تقنيات السلسلة الوراثية وتبسيطها وتوفيقها مع المتطلبات والوسائل الطبية، أصبح بإمكانها الآن توفير رؤية ممتازة للهويات الوراثية الفردية بكلفة أقل بكثير، مع تنافس الشركات المنافسة في التقنية الحيوية على الوصول إلى جينوم الألف دولار. يمكن الآن استخراج المواد الوراثية من لعاب شخص، أو شعره، أو بشرته، أو دمه، أو من مصادر أخرى، ثم سلسلة حمضها النووي، ورقمنة النتيجة وتخزينها، واستخدامها لأغراض عديدة. متى ما تحولت المعلومات إلى بيانات رقمية وخزنت، هناك احتمال قائم باختراق الخصوصية. ورغم إتاحة تكنولوجيا سلسلة الجينوم الكامل المعاصرة وصولًا وفهمًا غير مسبوقين للجينوم البشري، ومع ما رافق ذلك من حماسة واحتمالات مفتوحة للطب الشخصي، فإنها قد ولدت مناظرات جادة عن المخاطر الأخلاقية والخصوصية المصاحبة لهذه العملية التي تكشف معلومات وجود الفرد الأساسية: سلسلة الحمض النووي الخاصة به.

### الأبحاث
السلسلة الوراثية مكون محوري لإنتاج المعرفة العلمي عن أصول الأمراض، والوقاية من الأمراض، وتطوير سبل تدخل علاجية ذات مغزى. تستخدم الكثير من الأبحاث عينات حمض نووي لمجموعات كبيرة أو مجموعات بيانات شاملة للجينوم الكامل لمقارنة المورثات والتعرف على تلك المرافقة لأمراض معينة أو أنماط ظاهرية معينة؛ وبالتالي فإن هناك اعتراضات واسعة على حد الوصول إلى قواعد البيانات الخاصة بالجينوم ودعم كبير لتدعيم هكذا أبحاث على نطاق عريض. على سبيل المثال، إذا فرضت فقرة قانونية تتطلب الموافقة المستنيرة على كل الأبحاث المتعلقة بعلم الوراثة، فإن قواعد البيانات الوراثية الموجودة لا يمكن إعادة استخدامها للأبحاث الجديدة، وينبغي عندها تدمير كل مجموعات البيانات بنهاية كل دراسة أو يكون على المشاركين إعادة إعطاء الموافقة مع كل دراسة جديدة. وبما أن مجموعات البيانات الوراثية تمكننا من استقراء معلومات أفراد العائلة من الدرجات المقربة، فهذا يضيف مستوىً آخر من الموافقات المطلوبة في العملية البحثية. هذا الأمر يضع علامات استفهام بشكل رئيسي عما إذا كانت هذه القيود ضرورية لحماية الخصوصية أم عقبة في وجه التقدم العلمي.

### الاستخدامات الطبية
في الطب، ليست السلسلة الوراثية مهمة للاستخدامات التقليدية وحسب، كإجراء فحص الأبوة، بل لتسهيل تشخيص الأمراض وعلاجها كذلك. ينظر إلى الطب الشخصي على أنه مستقبل الرعاية الصحية، إذ توفر سلسلة الجينوم الكامل إمكانية تخصيص العلاج الطبي للفرد وكيفية اختباره للمرض على صعيد شخصي. بما أن علم الأدوية وتطوير العقاقير مبنيان على الدراسات السكانية، فإن العلاجات الحالية تعمم لأجل إحصائيات سكانية عامة، ما من شأنه تخفيض فعالية العلاج للأفراد، لأن استجابة كل شخص للمرض والعلاج الدوائي ترتبط بشكل فريد بمعطياته الوراثية. السلسلة الوراثية سرعت بالفعل من الاستشارات الخاصة بالتكهن بالأمراض في الأمراض الوراثية المرتبطة بمورثة واحدة التي تتطلب تشخيصًا عاجلًا لأجل العناية بحديثي الولادة. ولكن التمييز غير الواضح في أغلب الأحيان بين الاستخدام الطبي والاستخدامات البحثية يمكنه تعقيد التعامل مع الخصوصية في هذين المجالين المختلفين، إذ يتطلبان عادةً مستويات مختلفة من إعطاء الموافقة ويتبعان لسياسات مختلفة.

### الاستخدام التجاري
حتى في سوق المستهلكين، فإن الناس تدافعوا لخدمات ancestry.com و23 أند مي لاكتشاف أنسابهم وسلالاتهم واكتشاف أنماطهم الوراثية. بما أن طبيعة الصفقات التجارية للمستهلكين تسمح بنموذج الموافقة بنقرة هذا لتجاوز الأشكال التقليدية لإعطاء الموافقات المستخدمة في الطب والبحث العلمي، فإن المستهلكين قد لا يفهمون بالكامل معنى رقمنة وتخزين سلاسلهم الجينية. كذلك فإن سياسات خصوصية الشركات تعمل عادةً خارج نطاق الصلاحية الفدرالية، ما يعرض المستهلكين لمخاطر معلوماتية، على صعيد كل من خصوصيتهم الوراثية وملفهم الخاص بهم كمستهلكين، بما في ذلك تاريخ العائلة، والوضع الصحي، والعرق، والإثنية، والشبكات الاجتماعية، والكثير من الأشياء الأخرى. وجود قواعد البيانات بحد ذاته يؤدي إلى مخاطر محتملة على الخصوصية، إذ يحمل تخزين البيانات في طياته احتمال خروق البيانات واحتمال حصول الحكومة على مجموعات البيانات. سبق وأن تلقت شركة 23 أند مي بالفعل طلبات من مكتب التحقيقات الفدرالي (إف بي آي) للحصول على مجموعات البيانات الخاصة بالمستهلكين، ورغم رفض هذه الطلبات، فإن هذا يكشف عن معضلة تشبه قضية نزاع التشفير بين آبل ومكتب التحقيقات الفدرالية.

### الاستخدامات الجنائية
يمكن استخدام معلومات الحمض النووي لحل القضايا الجنائية عن طريق تكوين رابط بين مشتبه به معلوم في جريمة معينة ومشتبه به غير معروف في جريمة غير محلولة. ولكن معلومات الحمض النووي لوحدها يمكن أن تؤدي إلى أخطاء متوقعة باحتمال معين ولا يجب استخدامها كدليل موثوق بالكامل لوحدها.

## المجالات المعنية
طور العديد من الخبراء في علوم الحاسوب، ولا زالوا يطورون، أنظمة أكثر أمانًا لسلسلة الجينوم لحماية مستقبل هذا المجال من انتهاك الصلاحيات المضلل، أو التطبيقات الخاطئة للبيانات الوراثية، وفوق كل شيء، لحماية الخصوصية الجينية للأفراد. هناك حاليًا أربعة مجالات كبرى للأبحاث الوراثية تطور تكنولوجيا الحفاظ على الخصوصية لأجلها:

### البحث في السلاسل ومقارنتها
اختبارات الأبوة، واختبارات التوافق الجيني، واختبارات السلالة كلها أنواع من الأدوات الطبية التي تعتمد على خوارزميات البحث في السلاسل ومقارنتها. ببساطة، فإن هذه الطريقة كالبحث عن إبرة في كومة قش، يبحث من خلالها في مجموعة بيانات عن «سلسلة» مطابقة، تشكل سلسلًا أو نمطًا معينًا مطلوبًا. مع انتشار طرق الاختبار هذه أكثر، وتكييفها مع النماذج الجينومية للمستهلكين، كتطبيقات الهواتف الذكية أو اختبارات الحمض النووي الرائجة، فإن طرق تأمين الخصوصية الحالية تركز على تعزيز هذه العملية وحماية كل من استخدامات الرعاية الصحية والاستخدامات الشخصية الخاصة.

### نشر البيانات الإجمالية
يفرض العصر الحالي للبيانات الكبيرة والاختبارات الجينومية واسعة النطاق أنظمة معالجة تخفض مخاطر الخصوصية عند إطلاق بينات جينومية إجمالية، ما يعني بشكل رئيسي ضمان عدم إمكانية تمييز البيانات الفردية من ضمن قاعدة بيانات جينومية. طريقة الخصوصية التفاضلية تقييم بسيط لأمان قاعدة بيانات جينومية ويوفر العديد من الباحثين «فحوصًا تأكيدية» لصرامة البنى الموجودة.